# Domaći zamorčić
Nemojte zamijeniti sa zamorcima, porodicom uskonosnih majmuna.
Domaći zamorčić (Cavia porcellus), također znan kao morsko prase, vrsta glodavaca iz roda zamorčića (Cavia) i porodice prasenaca (Caviidae). Unatoč svojem pučkom imenu ove životinje ne pripadaju porodici svinja, niti žive u moru. Potječu s Anda, a ranija istraživanja njihove biokemije i hibridizacije upućuju na to da je riječ o domesticiranim potomcima bliskosrodne vrste zamorčića poput Cavia aperea, C. fulgida ili C. tschudii te, stoga, ne postoje prirodno u divljini. Nedavna istraživanja u kojima su bili primijenjeni molekularni markeri, uz proučavanje lubanje i skeletne morfologije sadašnjih i mumificiranih životinja, otkrila su da im je predak najvjerojatnije Cavia tschudii.

## Ime
Znanstveno ime obične vrste jest Cavia porcellus, pri čemu je porcellus latinska riječ za prasence ili svinjicu. Cavia je novolatinska riječ koja potječe od cabiai, imena životinje na jeziku plemenâ Ka'lina, nekoć starosjedilaca u Francuskoj Gijani. Riječ cabiai mogla bi biti adaptacija portugalske riječi çavia (sada savia), koja pak potječe od tupijske riječi saujá, a znači štakor. Zamorčići se na kečuanskom zovu quwi ili jaca, a cuy ili cuyo (mn. cuyes, cuyos) na španjolskom u Ekvadoru, Peruu i Boliviji. U anglofonom svijetu ironija je da uzgajivači za opis životinja radije rabe formalniji naziv cavy (engl.: kavija, od lat. Cavia), dok se u znanstvenom i laboratorijskom kontekstu daleko češće naziva kolokvijalnijim izrazom guinea pig (engl.: gvinejsko prase).

## Više informacija
- prasenca
- zamorčić

## Vanjske poveznice
- Domaći zamorčić, hrana